# 初学記
『初学記』（しょがくき）は、中国の唐代に成立した類書である。『芸文類聚』と双璧をなす唐代の類書である。開元16年（728年）、徐堅らが、玄宗の勅を奉じて撰した。30巻。

## 概要
元は、玄宗皇帝の諸皇子たちが、作文のために四部にわたる諸事項を検索するために作られた。全体を23部の部門に分け、313の子目を設けている。その体例は、ほぼ『芸文類聚』のそれにならっている。
中には、今日では逸書となった文献からの引用も見られ、史料的価値が高い。また、『芸文類聚』ほど広範囲には及んでいないが、編集は精緻である。『四庫全書総目提要』には、「唐人の類書中では、博きことは『芸文類聚』に及ばざるも、精しきことは則ち之れに勝る」と評されている。

## 撰者・徐堅
徐堅は、徐斉聃の子。字は元固、文と諡される。典故に通暁し、文章に優れていた。進士に及第し、各種の表奏や格式の撰修に参与し、集賢院学士に至った。
張説や劉知幾らと共に『三教珠英』の編纂にも当たった。開元17年（729年）に没した。70歳余であったとされる。

## 内容
| - 天 巻1-2 - 歳時 巻3-4 - 地 巻5-7 - 州 巻8 - 帝王 巻9 - 中宮 巻10 - 儲宮 巻10 - 帝戚 巻10 - 職官 巻11-12 - 礼 巻13-14 - 楽 巻15-16 - 人 巻17-19 | - 政理 巻20 - 文 巻21 - 武 巻22 - 道釈 巻23 - 居処 巻24 - 器物 巻25-26 - 宝器 巻27 - 果木 巻28 - 獣 巻29 - 鳥 巻30 - 鱗介 巻30 - 蟲 巻30 |

## 版本
- 安国重校刊本 - 明・嘉靖10年（1531年）刊。
- 古香斎袖珍本
- 『初学記校』8巻 - 清・陸心源撰。